# 摄大乘论
《攝大乘論》，簡稱《攝論》。印度無著菩薩所造，是對《阿毘達磨大乘經·攝大乘品》的詮釋。此論是大乘佛教瑜伽行唯識學派最為重要的論典之一。印度无著撰。梵文原本已佚。

## 譯本
《攝大乘論》流傳到中國以來，一共有三個譯本：一、北魏佛陀扇多譯，二、陳真諦譯，三、唐玄奘譯《攝大乘論本》。玄奘譯本是近現代研究攝大乘論的法師所主要採用的版本，呂澂將藏譯《攝大乘論》轉譯漢語為《西藏傳本攝大乘論》。

## 攝大乘論釋
《攝大乘論》在印度時期就有論師對其做註解。世親造《攝大乘論釋》，有三個譯本：陳真諦譯、隋笈多共行矩等譯《攝大乘論釋論》和唐玄奘譯。無性造《攝大乘論無性釋》，有玄奘譯本。無性的《攝大乘論無性釋》認為菩薩相比於聲聞，是相子和婢子的差別。

## 內容構成
本論分為十一品，第一品為序品，其他十品詮釋了「十相殊勝殊勝語」：
1. 總摽綱要分
2. 所知依分：阿賴耶識，說名所知依體。
3. 所知相分：三種自性，一依他起自性，二遍計所執自性，三圓成實自性，說名所知相體。
4. 入所知相分：唯識性，說名入所知相體。
5. 彼入因果分第五：六波羅蜜多，說名彼入因果體。
6. 彼修差別分：菩薩十地，說名彼因果修差別體。
7. 增上戒學分：菩薩律儀，說名此中增上戒體。
8. 增上心學分：首楞伽摩、虛空藏等諸三摩地，說名此中增上心體。
9. 增上慧學分：無分別智，說名此中增上慧體。
10. 彼果斷分 ：無住涅槃，說名彼果斷體。
11. 彼果智分：三種佛身，一自性身，二受用身，三變化身，說名彼果智體。

《攝大乘論》的內容阿賴耶識為起點，而後導入唯識的三自性說，即依他起性、遍計所執性、圓成實性。再藉由阿賴耶識與三自性為基石，切入至佛學的其他觀念，如六波羅蜜多、菩薩十地、戒、定、慧、涅槃等。無著在此論內對於阿賴耶識有詳細的解說。

## 影響
《攝大乘論》是瑜伽行唯識學派的根本論典之一，是漢傳佛教法相宗的“六經十一論”之一，攝論宗因以此論為根本而得名。